# Bernathonomus ovuliger
Bernathonomus ovuliger là một loài bướm đêm thuộc phân họ Arctiinae, họ Erebidae.